# Chrysso pelyx
Chrysso pelyx là một loài nhện trong họ Theridiidae.
Loài này thuộc chi Chrysso. Chrysso pelyx được Herbert Walter Levi miêu tả năm 1957.